# موتالچیاتا
موتالچیاتا (به ایتالیایی: Mottalciata) یک کومونه در ایتالیا است که در استان بیه‌لا واقع شده‌است. موتالچیاتا ۱۸٫۵ کیلومتر مربع مساحت و ۱٬۴۴۵ نفر جمعیت دارد.